# 2021年潼关肉夹馍商标事件
2021年潼关肉夹馍商标事件是指中华人民共和国陕西省的一家名为“潼关肉夹馍协会”的机构抢注“潼关肉夹馍”商标之后，要挟全国各地使用“潼关肉夹馍”称号的商家缴纳商标使用费或侵权费的事件。这件事与2021年逍遥镇胡辣汤商标事件以及库尔勒香梨协会起诉水果商戶侵权引起了极大争议。

## 事件经过
潼关肉夹馍协会成立于2016年6月6日，前身为老潼关小吃协会，注册资本5万元，登记管理机关是潼关县民政局。
2021年11月24日，潼关县人民政府工作人员向中国新闻网记者表示，当地政府已对此事介入调查。同天，潼关肉夹馍协会的官网被黑，黑底绿字飘屏“无良协会”。
2021年12月12日，中國最高人民法院表示，根据商标法的规定，即便取得注册商标专用权，权利人无权禁止他人正当使用注册商标中包含的地名。他人正当使用注册商标中包含的地名，权利人向人民法院提起相关诉讼的，人民法院依法不予支持。

## 评论
2021年11月24日，《光明日报》发表评论文章称潼关肉夹馍协会不能打着规范美食标准的幌子来牟利，不能滥权滥诉，以法律的名义扰乱市场秩序。《封面新闻》更是直指潼关肉夹馍协会的做法是在变相收取保护费，与黑社会无异。